# Джонс, Роберт Томас
Роберт Томас Джонс (28 мая 1910, Мейкон, Миссури — 11 августа 1999, Лос-Альтос-Хиллс, Калифорния) — американский учёный в области аэродинамики и авиационной техники. Был известен в НАСА как «один из ведущих авиационных инженеров XX века».

## Биография
Его дед, Роберт Н. Джонс, поддался золотой лихорадке в Калифорнии, позже поселился близ Мэйкона, где фермерствовал летом и добывал уголь в зимний период. Отец, Эдвард С. Джонс, получил юридическое образование и занимался юридической практикой в Мэйконе.
В школе Роберт увлекался математикой и впоследствии с благодарностью вспоминал своего школьного учителя по этому предмету, который «взял нас с собой в сложный путь через экспоненты, логарифмы и тригонометрию». Увлекался также радиотехникой и строил модели самолётов.
После средней школы учился в университете Миссури, но нашёл обучение неудовлетворительным и ушёл после первого года. Возвратился в Мэйкон и поступил в местный цирк в группу каскадеров.
В университет более никогда не возвращался, а занимался самообразованием, в частности изучил книгу Макса Мунка «Основы механики жидкости»
В 1929 году начал сотрудничать в авиационной компании Николо-Бизли в соседнем городе Маршалл. Разработал самолёт Pobjoy Special, сотрудничество продолжилось до закрытия компании в начале 1930-х годов во время Великой депрессии.
В поисках работы он приехал в Вашингтон и по протекции местного конгрессмена получил «замечательную» работу лифтёра в Доме строительного офиса (англ. House Office Building). Впоследствии он со свойственным ему сухим юмором писал, что «взлёты и падения этой работы» давали ему возможность наблюдать внутреннюю работу руководства. Желая быть успешным инженером, он понимал, что нужно глубоко знать математику и использовал своё свободное время в находящейся по соседству Библиотеке Конгресса для изучения оригинальных работ по различным математическим темам. Кроме того, он познакомился с бывшим сотрудником NАСА, отвечающим в библиотеке за аэродинамический раздел, А. Ф. Замом.
Однажды конгрессмен от штата Мэриленд — Дэвид Дж. Льюис, знакомый Зама, проезжая в лифте, обратился к Джонсу с просьбой быть его репетитором по математике. Они занимались алгеброй и методами вычислений.
Следующим важным событием в жизни Джонса стало приглашение от Макса Мунка, узнавшего про молодого лифтёра-самоучку, изучавшего его книги, перейти к Мунку в вечерние классы по аэродинамике при Католическом университете.
В 1934 году по новой программе общественных работ, развёрнутой президентом США Ф. Рузвельтом для борьбы с экономической депрессией, с рекомендациями Зама, Мунка и Льюисса Джонс получил место научного сотрудника в NАСА.
Первые 10 лет работы в NАСА были связаны с изучением устойчивости самолёта. В процессе работы отсутствие у Джонса знаний по прикладной математики быстро исчезло. Он быстро стал пионером в применении методов Хевисайда операционного исчисления к теоретическому анализу переходных движений самолётов. При этом он ввёл некоторые новшества в применении математически сложных процедур. К 1944 году он опубликовал, один или в соавторстве, около 20 научных работ по устойчивости и управляемости, в основном, теоретических, но некоторые из них содержали экспериментальные результаты продувок в аэродинамической трубе и лётных испытаний.
Неожиданно открылось, что для занятия должности инженера на начальном классе гражданской службы требуется степень бакалавра, которой у Джонса не было. Таким образом, профессиональное назначение казалось невозможным, пока кто-то не заметил, что перевод в следующий более высокий класс такого требования не содержит. В 1936 году Джонс официально стал инженером. В NACA и его преемнике NASA он проработает, за исключением 7-летнего периода в 1960-х годах, до своей отставки в 1982 году.
До 1997 года Джонс занимал должность профессора-консультанта в Департаменте аэронавтики и астронавтики в Стэнфордском университете.
с 1963 по 1970 год занимался проблемами, далекими от аэродинамики, в научно-исследовательской лаборатории Avco Everett в штате Массачусетс, исследовал характеристики кровотока в организме человека и применение знаний о них при разработке сердечно-вспомогательного устройства и создании одного из самых ранних искусственных сердец.

## Награды
- 1946 — премия Сильвануса Альберта Рида (Институт авиационной науки);
- 1971 — почётный доктор философии, науки, Университет Колорадо;
- 1973 — член Американской академии искусств и наук;
- 1973 — член Национальной инженерной академии;
- 1978 — кольцо Людвига Прандтля;
- 1979 — почётный член Американского института аэронавтики и астронавтики;
- 1981 — золотая медаль Лэнгли, Смитсоновский институт;
- 1990 — премия в области авиационной техники от Национальной академии наук;
- 1998 — НАСА, Звезда современной авиации.